# Aucamville (Haute-Garonne)
Aucamville település Franciaországban, Haute-Garonne megyében. Lakosainak száma 9578 fő (2022. január 1.). Aucamville Saint-Alban, Fenouillet, Fonbeauzard, Launaguet és Toulouse községekkel határos.

## Népesség
A település népességének változása:
| Lakosok száma | 2401 | 2826 | 3807 | 7497 | 8126 | 8138 | 8408 | 8968 | 9245 | 9578 |
|               | 1968 | 1982 | 1990 | 2006 | 2013 | 2015 | 2017 | 2019 | 2020 | 2022 |